# Świniary (Kłecko)

Auf der deutschen Karte der Gemeinde Kłecko aus dem Jahr 1919 war das Dorf Świniary als Bismarcksfelde gekennzeichnet

Świniary (deutsch: Bismarcksfelde) ist ein Dorf in Polen in der Woiwodschaft Großpolen, im Kreis Gniezno, in der Gemeinde Kłecko. In den Jahren 1975–1998 gehörte das Dorf administrativ zur Woiwodschaft Posen. Laut der Volkszählung von 2021 wurde Świniary von 285 Einwohnern bewohnt, von denen 50,9 % Frauen und 49,1 % Männer waren.